# Карин, Семён Антонович
Семён Антонович Карин (1733—1797, Москва) — русский архитектор.

## Биография
Семён Карин родился в 1733 году. С 1744 года учился в артиллерийской школе. В 1746 году в звании унтер-офицера был определён архитекторским учеником. В 1747 году поступил на службу в Контору строений домов и садов. Был направлен в Киев помощником архитектора И. Ф. Мичурина. Принимал участие в строительстве Андреевской церкви, Мариинского дворца и губернаторского дома. В 1761 году вернулся в Санкт-Петербург и сдал экзамен на звание архитектора.
В 1763—1773 годах работал в команде В. И. Баженова. С 1775 года — и. д. архитектора главной московской полицмейстерской канцелярии. В 1775—1790 составлял планы, чертежи и другие работы для Прожектированного плана Москвы. В 1776—1777 годах — архитектор Московской управы благочиния. Выполнил проект оспенного корпуса Екатерининской больницы. В 1777—1778 годах руководил работами по строительству церкви Филиппа Митрополита в Мещанской слободе (автор проекта М. Ф. Казаков). В 1782 занимался работами по перестройке Монетного двора. Проводил ремонтные работы в здании Синодальной типографии, в Крестовоздвиженском (1784) и Златоустовском (1786) монастырях. В 1788 году выстроил колокольню для церкви Троицы Живоначальной в Листах. В числе других работ Семёна Карины дом С. П. Золотова на Калужской улице (1787), дом Ф. И. Алмазовой на Старой Басманной улице (1790), дом Н. Новикова на Большой Спасской улице (1795).
В 1790 году назначен исполняющим обязанности московского губернского архитектора. Руководил строительство Старого Гостиного двора (автор проекта Джакомо Кваренги). В 1795 году вместе с И. А. Селеховым занимался перестройкой фасада Мытного двора на Москворецкой улице.
Умер в Москве в 1797 году. Похоронен на кладбище Покровского монастыря.